# Diocesi di Tanjungkarang
La diocesi di Tanjungkarang (in latino Dioecesis Tangiungkarangana) è una sede della Chiesa cattolica in Indonesia suffraganea dell'arcidiocesi di Palembang. Nel 2022 contava 74.409 battezzati su 9.081.792 abitanti. È retta dal vescovo Vinsensius Setiawan Triatmojo.

## Territorio
La diocesi comprende la provincia indonesiana di Lampung, nella parte meridionale dell'isola di Sumatra.
Sede vescovile è la città di Bandar Lampung, fino al 1983 chiamata Tanjungkarang, dove si trova la cattedrale di Cristo Re.
Il territorio si estende su 35.377 km² ed è suddiviso in 24 parrocchie.

## Storia
La prefettura apostolica di Tandjung-Karang fu eretta il 19 giugno 1952 con la bolla Ad animorum bonum di papa Pio XII, ricavandone il territorio dalla prefettura apostolica di Palembang (oggi arcidiocesi di Palembang).
Il 3 gennaio 1961 la prefettura apostolica fu elevata a diocesi con la bolla Quod Christus di papa Giovanni XXIII. Originariamente suffraganea dell'arcidiocesi di Medan.
Il 22 agosto 1973 ha assunto il nome attuale in forza del decreto Cum propositum della Congregazione per l'evangelizzazione dei popoli.
Il 1º luglio 2003 è entrata a far parte della nuova provincia ecclesiastica dell'arcidiocesi di Palembang.

## Cronotassi dei vescovi
Si omettono i periodi di sede vacante non superiori ai 2 anni o non storicamente accertati.
- Albert Hermelink Gentiaras, S.C.I. † (27 giugno 1952 - 18 aprile 1979 ritirato)
- Andreas Henrisusanta, S.C.I. † (18 aprile 1979 - 6 luglio 2012 ritirato)[2]
- Yohanes Harun Yuwono (19 luglio 2013 - 3 luglio 2021 nominato arcivescovo di Palembang)
- Vinsensius Setiawan Triatmojo, dal 17 dicembre 2022

## Statistiche
La diocesi nel 2022 su una popolazione di 9.081.792 persone contava 74.409 battezzati, corrispondenti allo 0,8% del totale.
| anno | popolazione | popolazione | popolazione | presbiteri | presbiteri | presbiteri | presbiteri                | diaconi | religiosi | religiosi | parrocchie |
| anno | battezzati  | totale      | %           | numero     | secolari   | regolari   | battezzati per presbitero | diaconi | uomini    | donne     | parrocchie |
| ---- | ----------- | ----------- | ----------- | ---------- | ---------- | ---------- | ------------------------- | ------- | --------- | --------- | ---------- |
| 1969 | 30.031      | 2.350.000   | 1,3         | 20         | 1          | 19         | 1.501                     |         | 22        | 80        | 9          |
| 1980 | 60.285      | 3.525.000   | 1,7         | 29         | 1          | 28         | 2.078                     |         | 62        | 118       | 11         |
| 1990 | 77.280      | 6.140.000   | 1,3         | 20         | 2          | 18         | 3.864                     |         | 34        | 100       | 11         |
| 1998 | 88.372      | 8.351.000   | 1,1         | 36         | 22         | 14         | 2.454                     |         | 32        | 185       | 18         |
| 2001 | 82.695      | 8.658.700   | 1,0         | 39         | 24         | 15         | 2.120                     |         | 34        | 206       | 20         |
| 2002 | 88.896      | 6.894.437   | 1,3         | 38         | 24         | 14         | 2.339                     |         | 31        | 215       | 19         |
| 2003 | 90.261      | 6.894.437   | 1,3         | 41         | 26         | 15         | 2.201                     |         | 28        | 224       | 20         |
| 2004 | 93.518      | 6.908.437   | 1,4         | 43         | 25         | 18         | 2.174                     |         | 22        | 230       | 20         |
| 2010 | 75.789      | 7.269.000   | 1,0         | 51         | 31         | 20         | 1.486                     |         | 75        | 194       | 21         |
| 2014 | 75.052      | 9.586.492   | 0,8         | 57         | 41         | 16         | 1.316                     |         | 25        | 246       | 21         |
| 2017 | 73.793      | 9.709.927   | 0,8         | 68         | 38         | 30         | 1.085                     |         | 34        | 232       | 24         |
| 2020 | 75.200      | 8.999.000   | 0,8         | 70         | 40         | 30         | 1.074                     |         | 35        | 400       | 24         |
| 2022 | 74.409      | 9.081.792   | 0,8         | 74         | 42         | 32         | 1.005                     |         | 37        | 407       | 24         |